# Метін Серезлі
Метін Серезлі (нар.12 січня 1934 — 10 березня 2013) — турецький актор театру, кіно, серіалів, дубляжу, а також театральний режисер.

## Біографія
Метін Серезлі народився 12 січня 1934 року. Здобув освіту на юридичному факультеті Стамбульського університету, в Інституті журналістики на факультеті економіки та історії мистецтв на факультеті літератури. Його акторська кар'єра почалася з аматорських вистав у театральному клубі університету. У 1971 році він заснував власний театр «Чевре Тіятросу».
У 1957 році одружився з Нісою Серезлі. Пара розлучилася в 1964 році. Метін Серезлі уклав другий шлюб 7 березня 1968 року з Неврою Серезлі, театральною акторкою, з якою багато разів виступав на сцені. Від цього шлюбу у них двоє синів Мурат і Селім. Мурат також став актором.

## Смерть
Метін Серезлі помер вранці 10 березня 2013 року у своєму будинку від раку легенів, яким він страждав близько двох років. У нього залишилися дружина Невра та двоє синів. За словами його дружини, Метін Серезлі не побажав церемонії пам'яті. Його поховали на цвинтарі Зінджирлікую після релігійного похорону, який відбувся в мечеті Тешвікіє через два дні.

## Нагороди
- Премія за найкращого театрального режисера (1969)

## Роботи

### Серіали
- Сігірлі Аннем (2011)
- Ay Işığı (2008)
- Палавра Ашклар (1995)
- Нечіп Фазіл Кісакурек (1988)
- Каваноздакі Адам (1987)
- Олачак О Кадар (1986)

### Телефільми
- Юзлешме (1996)
- Çılgin Sonbahar (1995)
- Beşten Yediye (1994)
- Özgürlüğün Bedeli (1977)